# NKK SC
Câu lạc bộ bóng đá Nippon Kokan, hay Câu lạc bộ bóng đá NKK (日本鋼管サッカー部, Nippon Kokan Sakka Bu) từng là một câu lạc bộ bóng đá Nhật Bản thi đấu từ năm 1912 đến 1994. Họ thi đấu tại Japan Soccer League cũ từ năm 1967 cho tới khi giải đấu khép lại. Họ có nguồn gốc từ NKK, một công ty thép mà hiện đang nằm trong JFE Holdings.

## Lịch sử
Câu lạc bộ được thành lập năm 1912 dù không tham gia vào bóng đá cho đến những năm 1920. Câu lạc bộ thi đấu trên Sân vận động điền kinh Todoroki ở Kawasaki, Kanagawa và Sân vận động Mitsuzawa ở Yokohama. Từ 1985 đến 1988 họ là một đối thủ đáng gờm cho chức vô địch JSL, và 3 lần liên tiếp giành vị trí á quân
NKK là câu lạc bộ đầu tiên giành cả Cúp Hoàng đế và lên hạng với tư cách nhà vô địch hạng hai, năm  1981. (Yamaha Motors, hiện là Júbilo Iwata, làm được một năm sau đó, và  F.C. Tokyo làm điều tương tự năm 2011.)
Khi J. League được thành lập năm 1992, NKK quyết định không lên chuyên nghiệp và tham dự Japan Football League cũ. Họ đá tại JFL hạng nhất nhưng xuống hạng ngay trong cùng năm.
Với sự có mặt của Verdy Kawasaki và câu lạc bộ chuyển từ phía bắc của Toshiba là Consadole Sapporo, cộng thêm sự vươn lên của Fujitsu (nay trở thành Kawasaki Frontale), NKK quyết định giải thể.

## Lịch sử thi đấu
- 1967: Lên hạng Japan Soccer League
- 1979: Xuống hạng JSL Hạng 2
- 1981: Vô địch JSL Hạng 2
- 1982: Xuống hạng JSL Hạng 2
- 1983: Vô địch JSL Hạng 2
- 1985: Á quân JSL Hạng 1
- 1986–87: Á quân JSL Hạng 1
- 1987–88: Á quân JSL Hạng 1
- 1990–91: Xuống hạng JSL Hạng  2
- 1992: League tái cấu trúc. Tham dự Japan Football League Hạng 1. Xuống JFL Hạng 2.
- 1993: Xếp thứ 3 JFL Hạng 2. Mùa giải cuối cùng

## Danh hiệu
- Shakaijin Cup: 1965.
- Japan Soccer League Hạng 2: 1981, 1983.
- Cúp Hoàng đế: 1981.
- Japan Soccer League Cup: 1980, 1987.

## Cầu thủ nổi bật
- Ma Lin
- Koichi Kidera
- Toshio Matsuura
- Yasuo Takamori
- Kiyotaka Matsui
- Koji Tanaka
- Osamu Umeyama
- Tetsuya Ito
- Katsuo Kanda
- Nobuo Fujishima
- Tomoyasu Asaoka
- Satoru Mochizuki
- Kuniharu Nakamoto
- Yasuhide Ihara
- Yoshiyuki Takemoto
- Nobuyo Fujishiro
- Makoto Yonekura
- Jaime Rodríguez

## Môn thể thao khác
- Bóng chuyền – đội nam giành chức vô địch Japan National League một vài lần trong những năm 1960.
- Bóng chày